# Louis-Casimir Colomb
Pour les articles homonymes, voir Colomb.
Louis-Casimir Colomb, né à Paris le 21 février 1834 et mort le 3 juin 1890 à Versailles, est un historien et écrivain français.
Professeur agrégé de l'Université, professeur au lycée de Versailles, Colomb était traducteur et illustrateur. Il était l’époux de Joséphine-Blanche Bouchet, elle-même écrivain sous le nom de « Mme J. Colomb ».

## Œuvres
Essais, ouvrages historiques et traduction
Publiés de 1882 à 1909 dans la Collection « Bibliothèque des écoles et des familles », éditions Hachette, Paris :
- Histoires d'Hérodote. Grecs, perses - Polymnie - Uranie – Calliope,  Édition à l'usage de la jeunesse ;
- L’Iliade et l’Odyssée, traduction ;
- Ici et là, par L.-C. Colomb ;
- Virgile. Bucoliques, Géorgiques, Énéide. Édition abrégée à l'usage de la jeunesse ;
- Habitations et édifices de tous les temps et de tous les pays - Temps Préhistoriques, Égypte, Chaldée - Assyrie - Médie - Perse - Judée – Phénicie, Inde - Indo-Chine – chine, Mexique - Pérou - États-Unis,  Grèce, Étrusques – Romains, Etc. ;
- François Mansart et Jules Hardouin, dit Mansart.

Publiés dans la Collection « Bibliothèque des Merveilles », éditions Hachette, Paris :
- La musique (clefs, sons intermédiaires, modes, mesure, expression, notations - instruments de musique/ à vent, à cordes, à archet - orchestre, musique militaire - curiosités musicales - effets de la musique), par L.-C. Colomb, illustré de 119 gravures dessinées sur bois par L.-C. Colomb, C. Gilbert et Bonnafoux.

Nouvelle
- Loïk Malô (nouvelle publiée en 1866) [2].

Publication en langues étrangères
- Habitations et Édifices..., coll. « Bibliothèque des écoles et des familles », Hachette.

Traductions depuis l'allemand
- Le Caniche blanc d'Alexandre Kouprine, trad. et illust. ;
- La Pêcheuse d'âmes de Leopold von Sacher-Masoch, traduction, édité par Jean-Paul Corsetti.